# Pterolophia barbieri
Pterolophia barbieri là một loài bọ cánh cứng trong họ Cerambycidae.